# Filippo Marcheggiani
Filippo Marcheggiani (Marino, 3 aprile 1976) è un chitarrista, cantautore e arrangiatore italiano.

## Biografia
A partire dal 1994, appena diciottenne, ha collaborato con il Banco del Mutuo Soccorso come chitarrista corista al fianco di Rodolfo Maltese nei live ed in studio di registrazione: ha partecipato a quasi 500 concerti, inclusi vari tour internazionali in Giappone (1997, 1998, 2007), Messico (1997, 2000), Brasile (2000), Panama (2001) Canada (2008), USA (2000, 2001, 2008) e  diverse apparizioni televisive. Nell'ambito della sua attività con il gruppo ha partecipato alla registrazione dei CD Nudo (1997) e No palco (2002), quest'ultimo live celebrativo della trentennale carriera del gruppo.
Parallelamente ha avviato collaborazioni con altri artisti: ha accompagnato nel 2004 Lionel Richie nelle sue performance televisive in Italia (Sanremo, Domenica in, Festivalbar) e ha partecipato ad eventi live di Indaco (1997), di Nuove Tribù Zulu (2001), di Capolinea (Festival delle Letterature, Roma 2008) e del vincitore del premio critica Sanremo 2008, Frank Head (2008-2009).
Ha partecipato inoltre alle colonne sonore dei film Ma che ci faccio qui! (2006, di Francesco Amato) e Cardiofitness (2006,  di Fabio Tagliavia).
Il suo primo progetto musicale prende vita alla fine degli anni '90 con la band progressive-metal Scenario, che ha pubblicato nel 2001 l'album A fearfull symmetry con l'etichetta francese Musea Records.
Successivamente si è orientato verso la scrittura di canzoni con testo italiano: dall'incontro con il cantante e cantautore Elvis Carpinelli sul palco dell'evento tributo a Jeff Buckley tenutosi a Roma nel novembre 2007 sono nati i Magnolia, band pop-rock che ha partecipato al disco Il dono, tributo ai Diaframma, con il brano L'amore segue i passi di un cane vagabondo.
Nel 2012 ha pubblicato il suo primo disco autoprodotto con il progetto Effemme (dalle iniziali del suo nome e cognome) insieme a Francesco Maras (batteria), Andrea Samonà (basso), Daniele Raggi (chitarra) dal titolo "DisperatoEroticoRock!", che contiene nove brani tra cui tre cover di Lucio Dalla, Franco Battiato e Ivan Graziani.
Nel 2016 pubblica il secondo disco a nome Effemme dal titolo "Oggi mi voglio bene" (Lostunes Records), con Mauro Munzi (batteria), Andrea Samonà (basso) ed Emiliano Branda (piano acustico ed elettrico), che contiene un testo scritto con Francesco Di Giacomo "Buonanotte (sogna la mia morte)".
Nel 2021 partecipa all'album di cover dei Black Sabbath "L'uomo di ferro - A tribute to Black Sabbath" suonando nel progetto solidale Sabbatonero insieme a Tony Dolan dei Venom Inc, Riccardo Spilli delBalletto di Bronzo e Francesco Conte degli Spiritual Front. I proventi conseguiti dalle vendite sono stati destinati all'Ospedale Spallanzani di Roma durante la pandemia di Covid-19. Nell'album in questione Filippo Marcheggiani suona la chitarra in tutte le tracce.

## Discografia

### Con il Banco del Mutuo Soccorso
- 1997 – Nudo
- 2003 – No palco (live)
- 2014 – Un'idea che non puoi fermare (live)
- 2019 – Transiberiana
- 2022 – Orlando: le forme dell'amore
- 2025 – Storie Invisibili

### Con gli Scenario
- 2001 – A Fearfull Symmetry

### Con i Magnolia
- 2008 – Il dono - tributo ai Diaframma

### Con gli Effemme
- 2012 – DisperatoEroticoRock!
- 2016 – Oggi mi voglio bene

### Con i Sabbatonero
- 2021 – L'Uomo di Ferro